# Parque Ecológico Samuel Klabin
O Parque Ecológico Samuel Klabin está localizado no município de Telêmaco Borba, no estado do Paraná. Foi criado em 1979 por iniciativa da empresa Klabin S.A., dentro de sua área particular, tendo um tamanho correspondente a 11.196 hectares.

## História
O nome do parque é uma homenagem a um dos membros do grupo Klabin, Samuel Klabin, filho de Salomão Klabin e Luba Segall Klabin, e sobrinho do casal Jenny Klabin Segall e Lasar Segall.
Criado em 1979 com uma área de 11.196 hectares, o parque tem como objetivo em proteger os ecossistemas primitivos e o habitat característico da fauna nativa, conservar atributos excepcionais da natureza e desenvolver a pesquisa em fauna e flora. Nas proximidades do Parque, a Klabin mantém também a RPPN Estadual Fazenda Monte Alegre de 3.852,30 ha, na qual contribui para a manutenção de espécies da região, formando corredores ecológicos. O parque entrou em funcionamento em 1980, sendo aberto ao público e desenvolvendo atividades de educação ambiental.

## Infraestrutura
O parque está localizado no município de Telêmaco Borba, na região dos Campos Gerais do Paraná, a uma altitude média de 780 metros acima do nível do mar. O acesso ao parque pode ser feito pela PR-160, conhecida como Rodovia do Papel.
O visitante pode encontrar no parque o Museu da Fauna e da Flora, o Centro de Interpretação da Natureza Frans Krajcberg, uma trilha ecológica com uma extensão de 3000 m, com pontes, rios e cachoeiras, e o criadouro de animais silvestres para fins científicos que foi implantado em 1991, tendo como objetivo a reprodução de espécies nativas da Fazenda Monte Alegre. O parque abriga cerca de 200 animais de 50 espécies diferentes. Conta também com um herbário com um acervo aproximado em 2,2 mil exemplares.

## Galeria

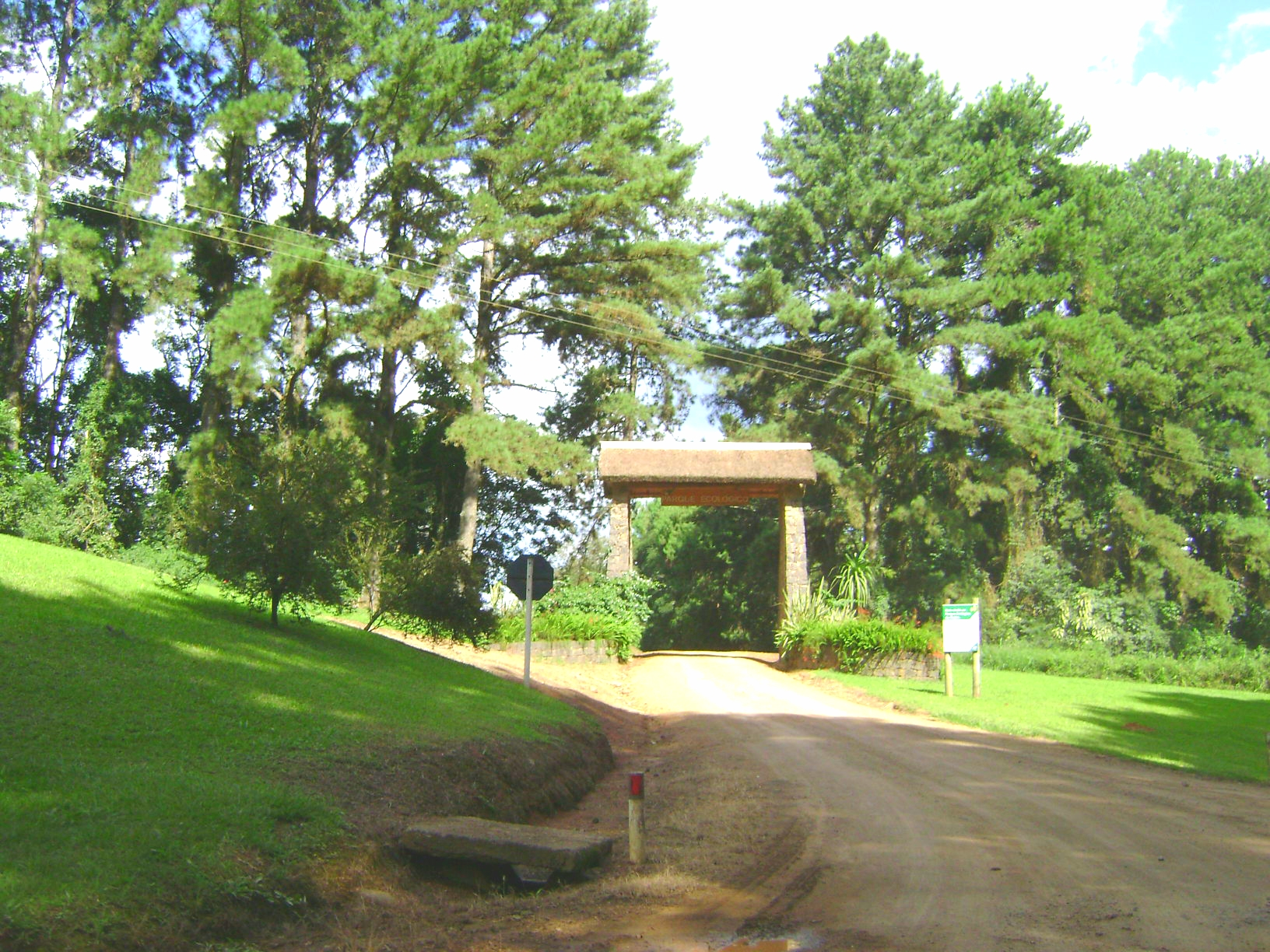
Entrada do Parque Ecológico Samuel Klabin.
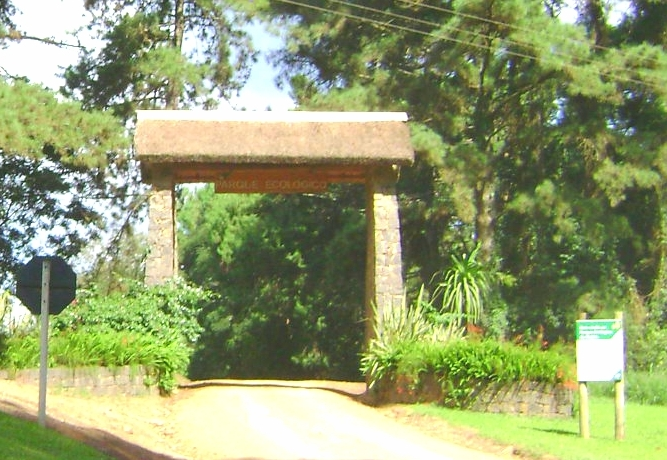
Portal do Parque Ecológico Samuel Klabin.
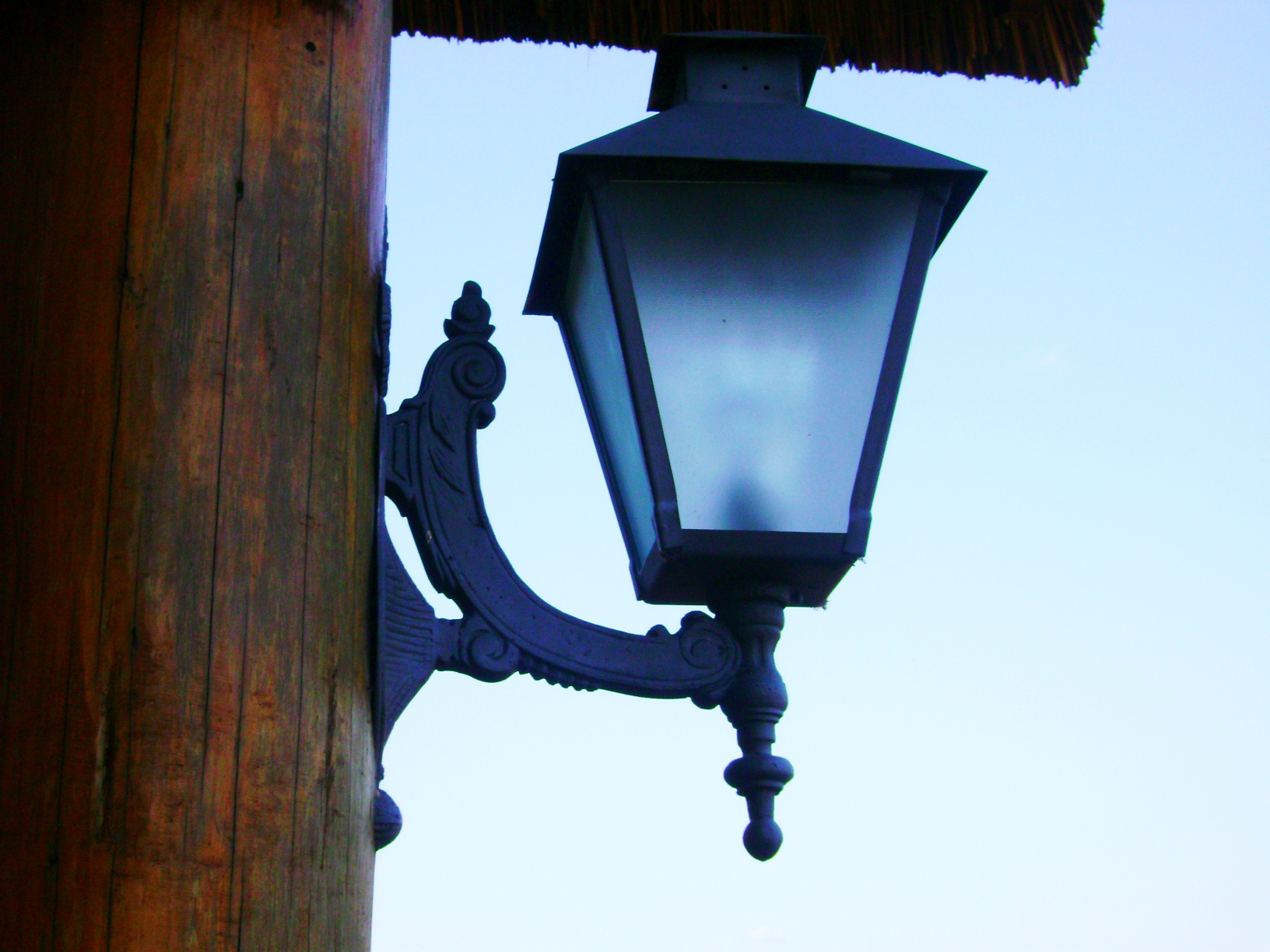
Luminária no Centro de Interpretação da Natureza Frans Krajcberg, no Parque Ecológico Samuel Klabin.
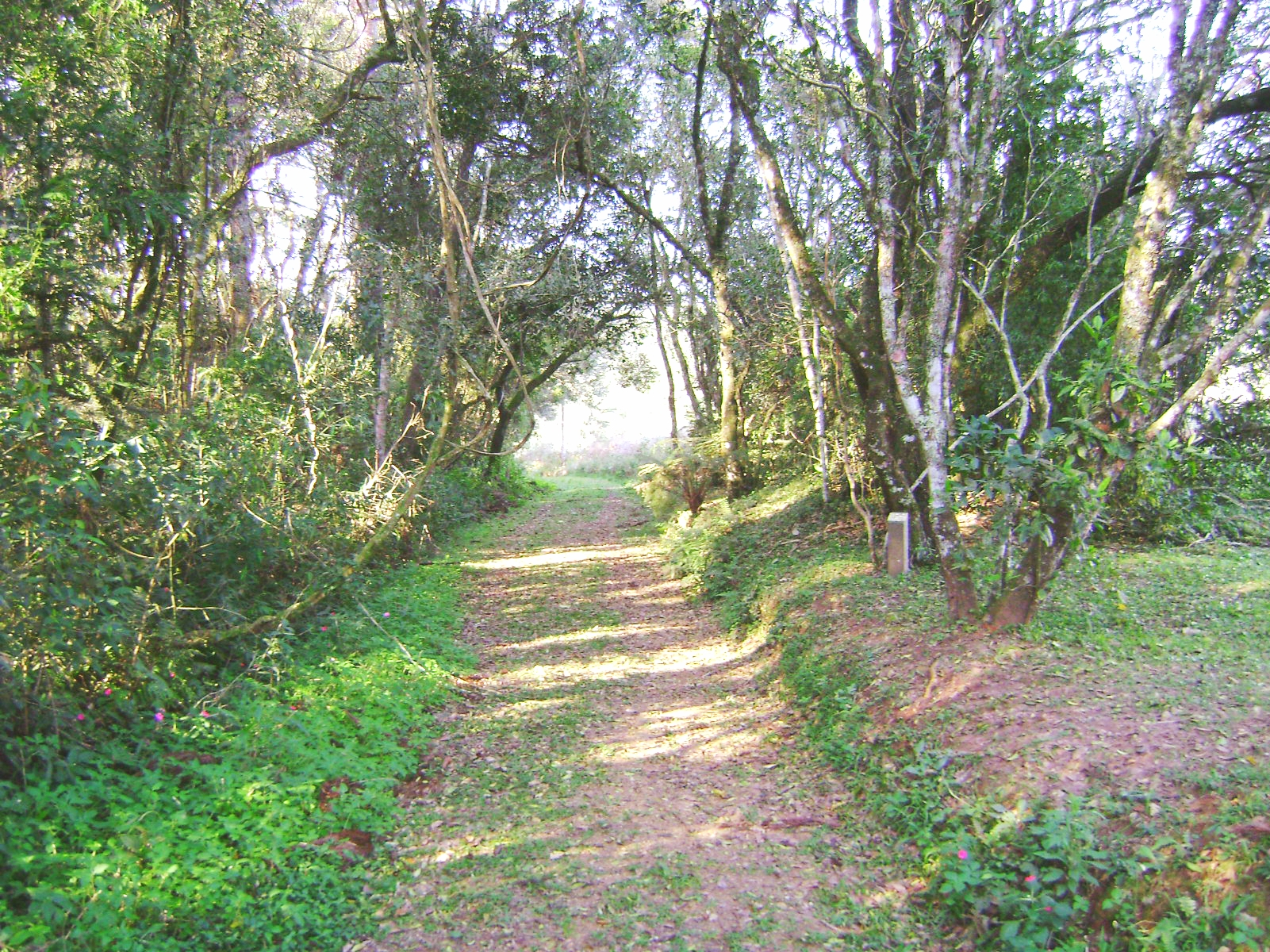
Vista da trilha do Parque Ecológico Samuel Klabin.
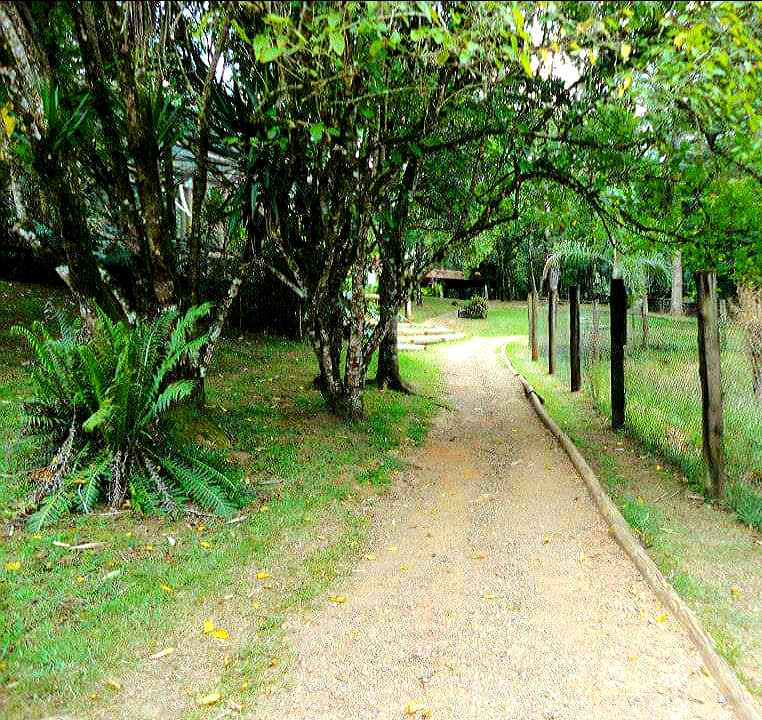
Parque Ecológico Samuel Klabin.
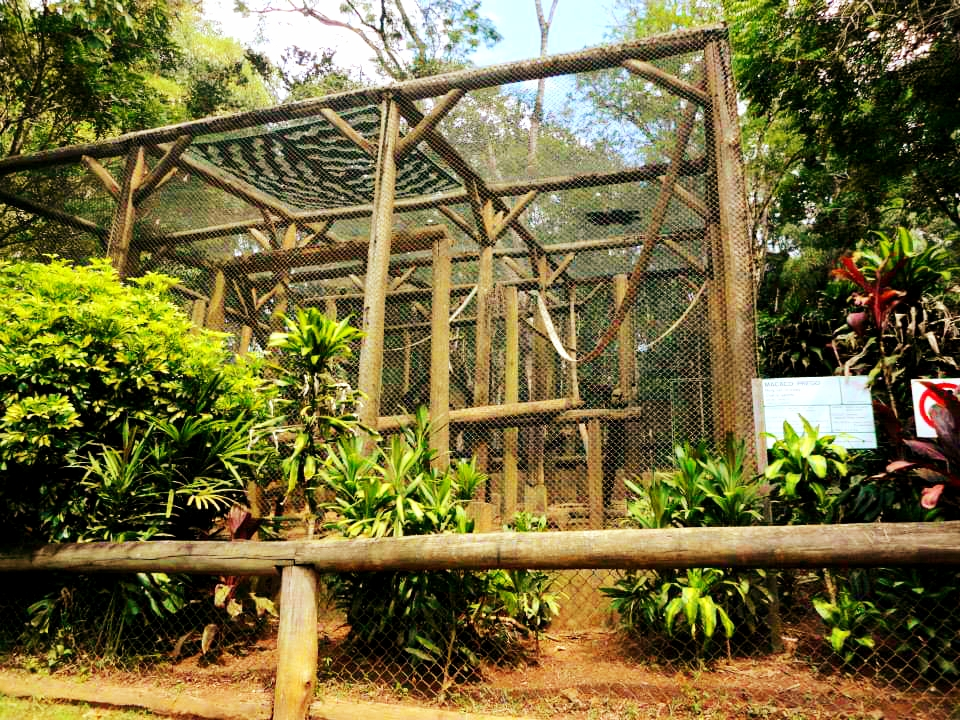
Criadouro de animais silvestres do Parque Ecológico Samuel Klabin.